# Europeiska byrån för bedrägeribekämpning
Europeiska byrån för bedrägeribekämpning (franska: Office européen de lutte antifraude, Olaf) är en tjänsteavdelning inom Europeiska kommissionen med uppgift att bekämpa bedrägeri, korruption och annan olaglig verksamhet som rör medel från Europeiska unionens budget. Olaf ansvarar även för att utreda tjänstefel som begås av ledamöter och anställda vid unionens institutioner, organ och byråer. Även om Olaf formellt sett är en del av kommissionen bedrivs dess verksamhet oberoende av kommissionen och dess kollegium.
Likt andra generaldirektorat och tjänsteavdelningar inom kommissionen leds Olaf av en generaldirektör. Den nuvarande generaldirektören är Ville Itälä. Olaf har sitt säte i Bryssel, Belgien.

## Historia
1988 bildades arbetsgruppen för samordning av bedrägeribekämpning (Uclaf) som en del av Europeiska kommissionens generalsekretariat. Arbetsgruppens huvuduppgift var att tillsammans med de nationella myndigheterna samordna bedrägeribekämpning. På rekommendation av Europaparlamentet utökades arbetsgruppens befogenheter 1993. Under 1995 fick arbetsgruppen rätt att på eget initiativ starta utredningar.
I samband med bedrägeriskandalen inom kommissionen Santer, som ledde till att kommissionen avgick den 15 mars 1999, föreslogs att ett nytt organ för bedrägeribekämpning skulle inrättas med mer långtgående befogenheter. Detta ledde till inrättandet av Olaf den 28 april 1999. Samtidigt upphörde den tidigare arbetsgruppen att existera och dess befogenheter överfördes till Olaf.

## Uppdrag och organisation

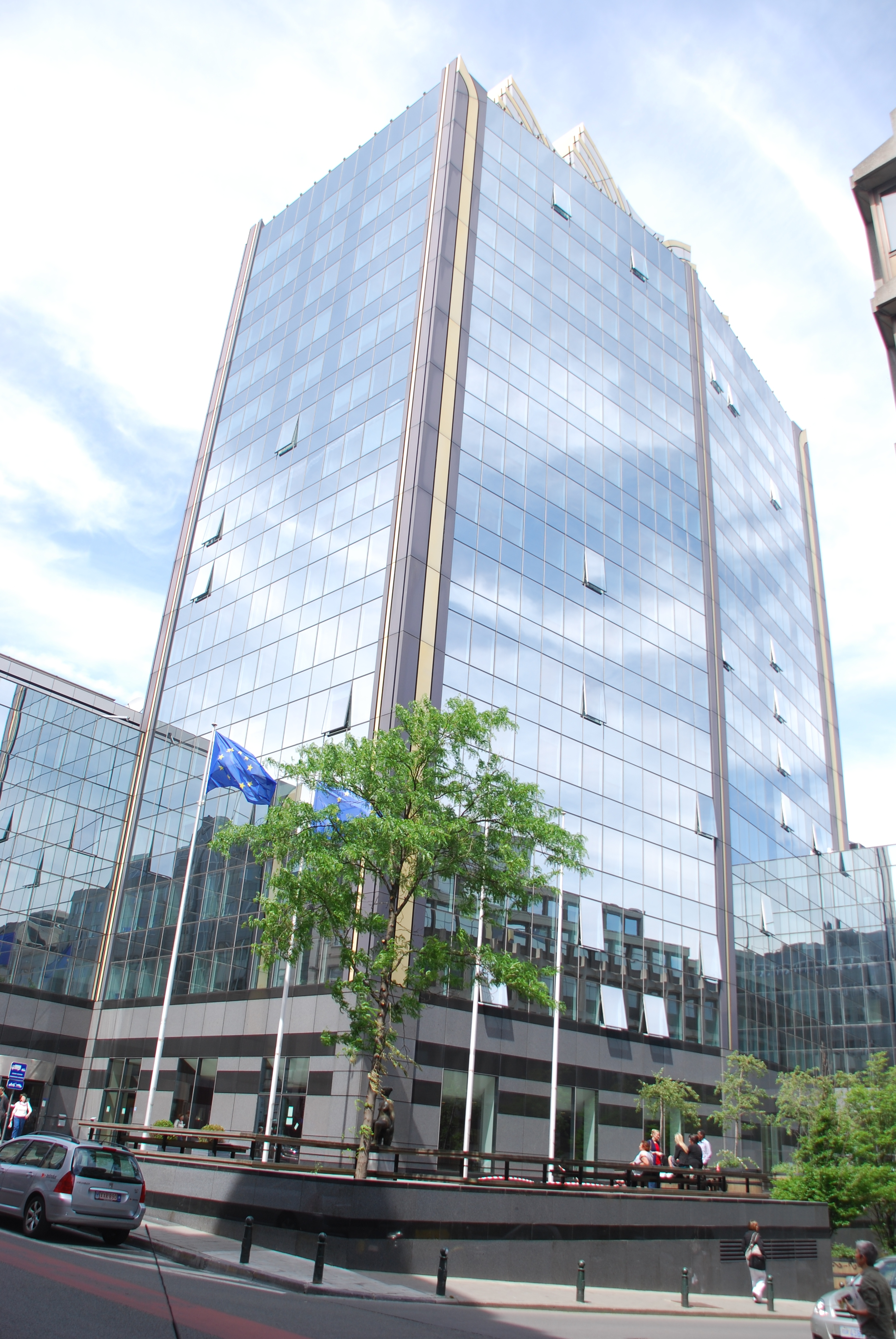
Olafs säte i Bryssel, Belgien.

Olaf har tre huvuduppgifter som syftar till att skydda unionens intressen. Den första huvuduppgiften är att skydda unionens ekonomiska intressen genom att utreda bedrägeri, korruption eller annan olaglig verksamhet som rör medel från unionens budget. Den andra huvuduppgiften är att avslöja och utreda allvarliga tjänstefel begångna av ledamöter och anställda vid unionens institutioner, organ och byråer. Den tredje huvuduppgiften är att bistå unionens institutioner, huvudsakligen kommissionen, i utformandet och tillämpandet av lagstiftning för bedrägeribekämpning. Olaf kan inte utreda bedrägeri som saknar konsekvenser för unionens ekonomiska medel; detta är en uppgift för de nationella myndigheterna.
Olaf arbetar dels på eget initiativ, dels efter tips som mottas från anställda inom unionen eller från allmänheten, i många fall anonyma tips. Även Europeiska revisionsrätten kan underrätta Olaf om den upptäcker oegentligheter. Olaf saknar dömande makt. Om en utredning kommer fram till att bedrägeri, korruption eller annan olaglig verksamhet har förekommit rekommenderar Olaf istället andra myndigheter, på europeisk eller nationell nivå, att vidta åtgärder. Det kan till exempel handla om att återkräva felaktigt utbetalda eller felaktigt använda bidrag. Om ett brott har begåtts kan Olaf rekommendera Europeiska åklagarmyndigheten eller nationella myndigheter att inleda rättsliga påföljder, till exempel åtal. Om unionens anställningsregler har brutits av en anställd kan kommissionen vidta disciplinära åtgärder. Olaf kan även rekommendera ändringar i lagstiftning för att åtgärda förekommande systemfel.

### Generaldirektör

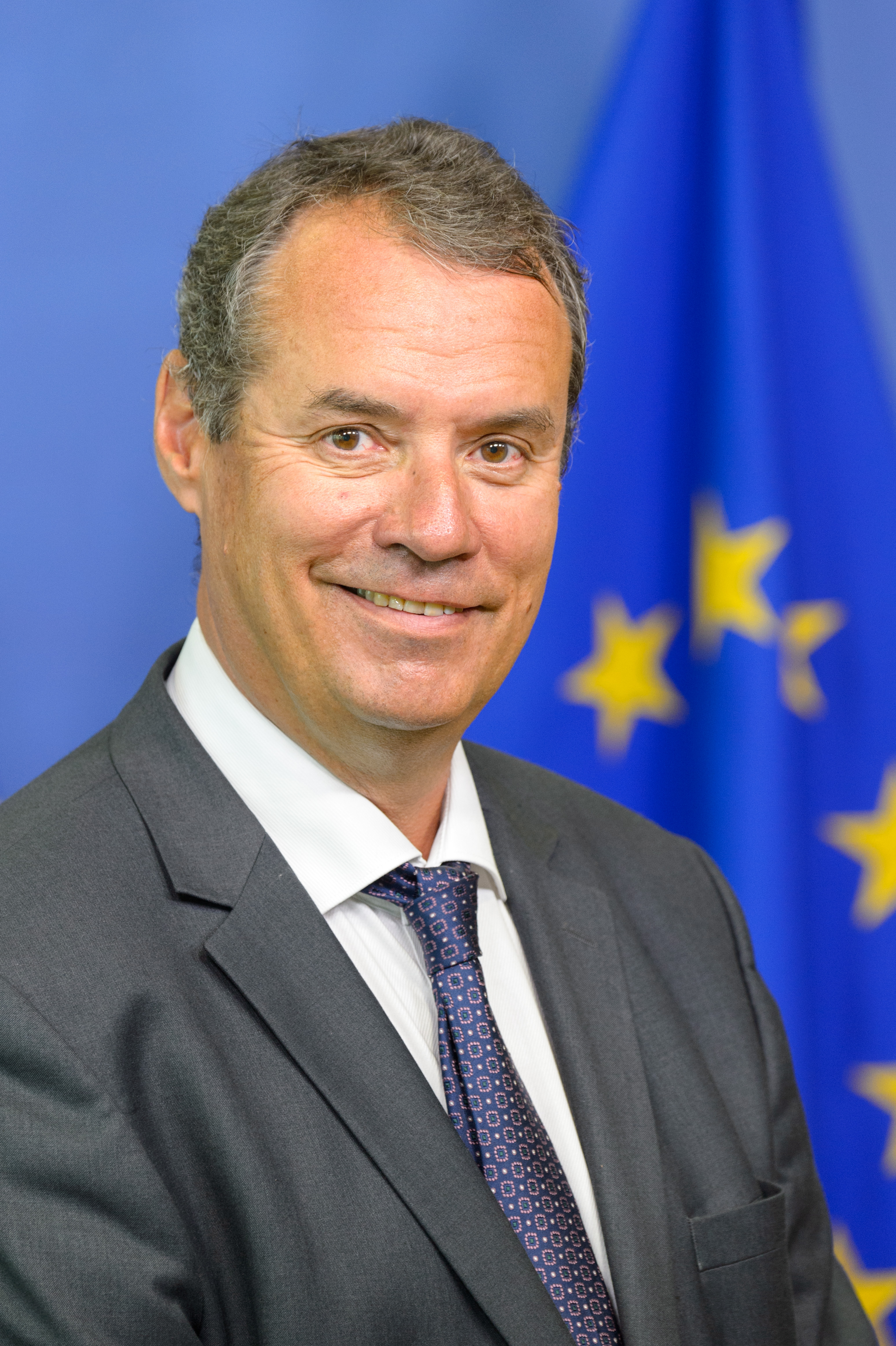
Ville Itälä är generaldirektör sedan den 1 augusti 2018.

Olaf leds av en generaldirektör som utses för en period av sju år, utan möjlighet till omval. Generaldirektören utses av Europeiska kommissionen efter samråd med Europaparlamentet och Europeiska unionens råd. Tysken Franz-Hermann Brüner utsågs till generaldirektör 2000 och hans mandatperiod förlängdes under 2006, innan möjligheten till omval togs bort. Brüner ersattes efter sin död 2010 av italienaren Giovanni Kessler, som tillträdde sitt uppdrag den 14 februari 2011. Han efterträddes den 1 augusti 2018 av Ville Itälä.

### Oavhängighet
Olaf är helt oberoende av kommissionens övriga organisation, bland annat genom att Olaf har ett eget budget- och förvaltningsansvar för sin verksamhet. En särskild övervakningskommitté ansvarar för att granska Olafs oberoende. Övervakningskommitténs fem ledamöter väljs i samförstånd mellan Europaparlamentet, Europeiska unionens råd och Europeiska kommissionen för en period av fem år. Ledamöterna ska vara helt oberoende av unionens institutioner, organ och byråer samt medlemsstaternas myndigheter. Övervakningskommittén kan avge yttranden på begäran av Olafs generaldirektör eller på egen begäran.

### Utredningar
Olaf har möjlighet att utföra både interna och externa utredningar, det vill säga undersökningar både hos unionens institutioner, organ och byråer och hos medlemsstaternas myndigheter eller andra aktörer inom unionen. Utredningar på nationell nivå sker i stor utsträckning i samarbete med nationella myndigheter.
I en konfidentiell rapport som Olaf översände till kommissionsordförande José Manuel Barroso i oktober 2012 anklagades den dåvarande kommissionsledamoten John Dalli för att ha förhållit sig passiv till en korruptionshärva. Dalli avvisade anklagelserna men avgick på inrådan av kommissionsordföranden. I efterhand hävdade Dalli att Barroso hade tvingat honom till att avgå och väckte därför talan mot kommissionen vid EU-domstolen för att få skadestånd och upprättelse. Domstolen ogillade dock talan.

## Rättsliga bestämmelser
Trots sitt namn är Olaf inte en byrå i rättslig mening, utan istället en tjänsteavdelning inom kommissionen. Olaf inrättades genom ett beslut av kommissionen den 28 april 1999. Samtidigt antogs två förordningar av Europaparlamentet och Europeiska unionens råd om bestämmelser för hur utredningar ska utföras av Olaf. Förordningarna var i princip identiska, men den första reglerade Olafs utredningar inom Europeiska unionen och utfärdades av Europaparlamentet och rådet tillsammans, medan den andra reglerade Olafs utredningar inom Europeiska atomenergigemenskapen (Euratom) och utfärdades av rådet ensamt. Under 2013 ersattes båda förordningarna av en enda förordning utfärdad av Europaparlamentet och rådet tillsammans.
Kommissionens beslut om att inrätta Olaf har ändrats flera gånger. Genom ett beslut under 2013 förlängdes generaldirektörens mandatperiod från fem till sju år samtidigt som möjligheten till omval togs bort för att ytterligare stärka Olafs oberoende. Under 2015 överfördes ansvaret för att utarbeta lagstiftning kring skyddandet av euron mot förfalskning från Olaf till generaldirektoratet för ekonomi och finans. Vissa anpassningar av Olafs befogenheter skedde även i samband med inrättandet av Europeiska åklagarmyndigheten, som påbörjade sin operativa verksamhet den 1 juni 2021.